# Pokémon Emerald
Pokémon Emerald je hra pro Game Boy Advance od společnosti Nintendo. Byla vydaná v Japonsku 16. září 2004, v Severní Americe 1. května 2005, v Austrálii 9. června 2005 a v Evropě 21. září 2005. Je to sesterská hra her Pokémon Ruby a Sapphire a je pátá a také poslední hra třetí generace Pokémon her. Hra se odehrává v regionu Hoenn, kde se začíná v městečku Littleroot. Hráč cestuje po celém Hoennu a potkává přitom zajímavé osoby. Cílem hry je nasbírat všech 8 odznaků Hoennské ligy a porazit všechny členy Elitní čtyřky a šampiona.